# Vladimír Fischer
Vladimír Fischer (* 4. Juli 1870 in Fryšták, Mähren; † 28. Oktober 1947 in Brünn) war ein tschechischer Architekt, Professor an der Tschechischen Technischen Hochschule zu Brünn und 1931–1932 deren Rektor.

## Leben

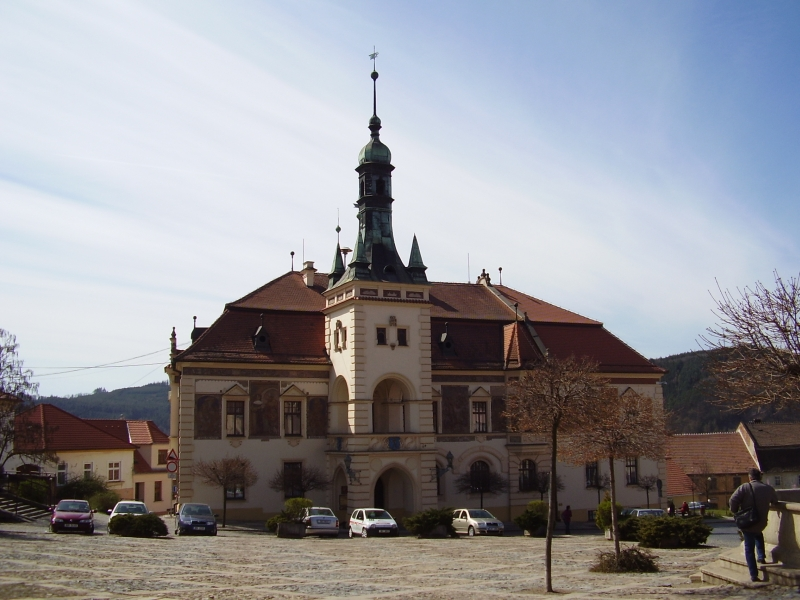
Rathaus in Tišnov

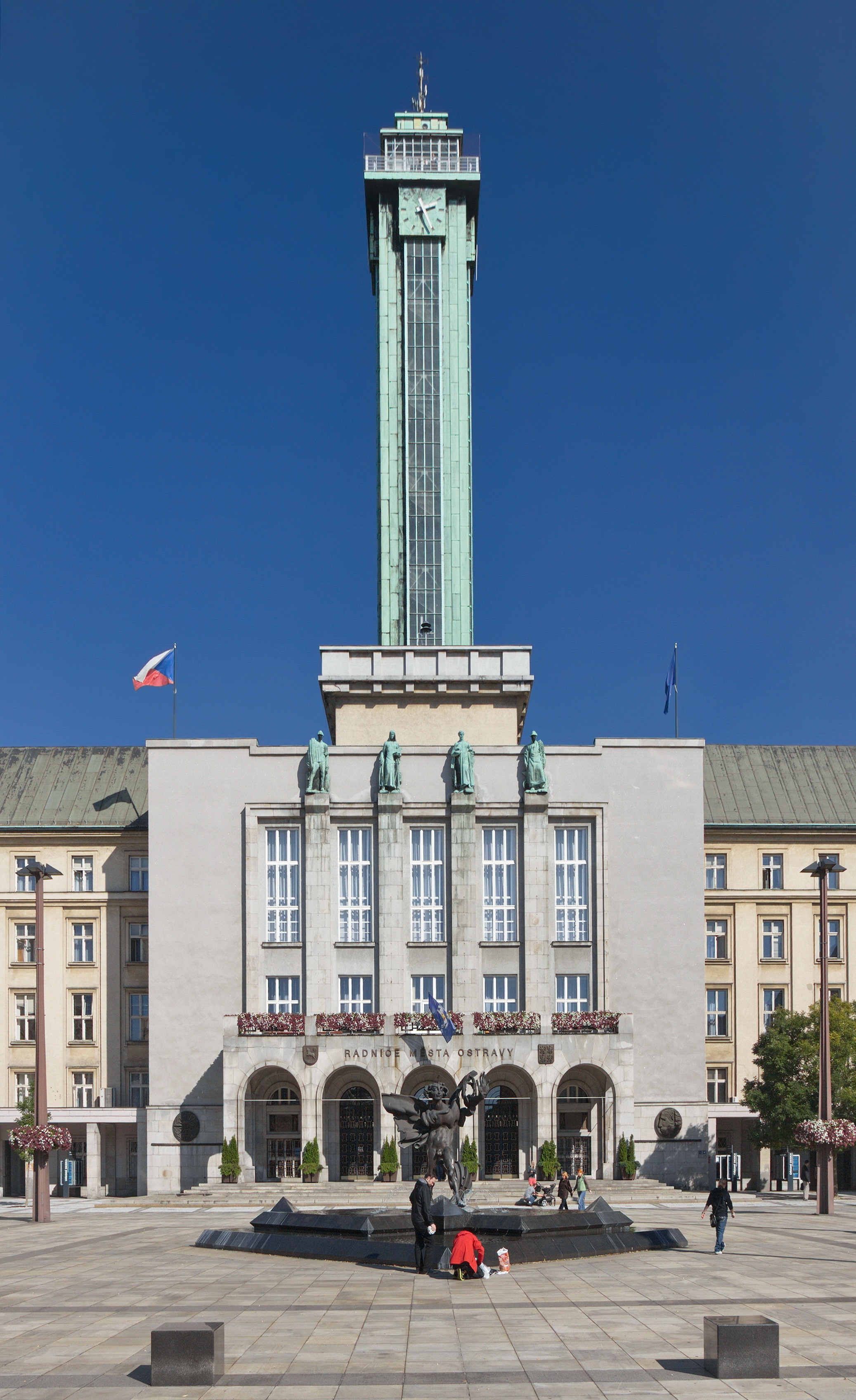
Neues Rathaus in Ostrau

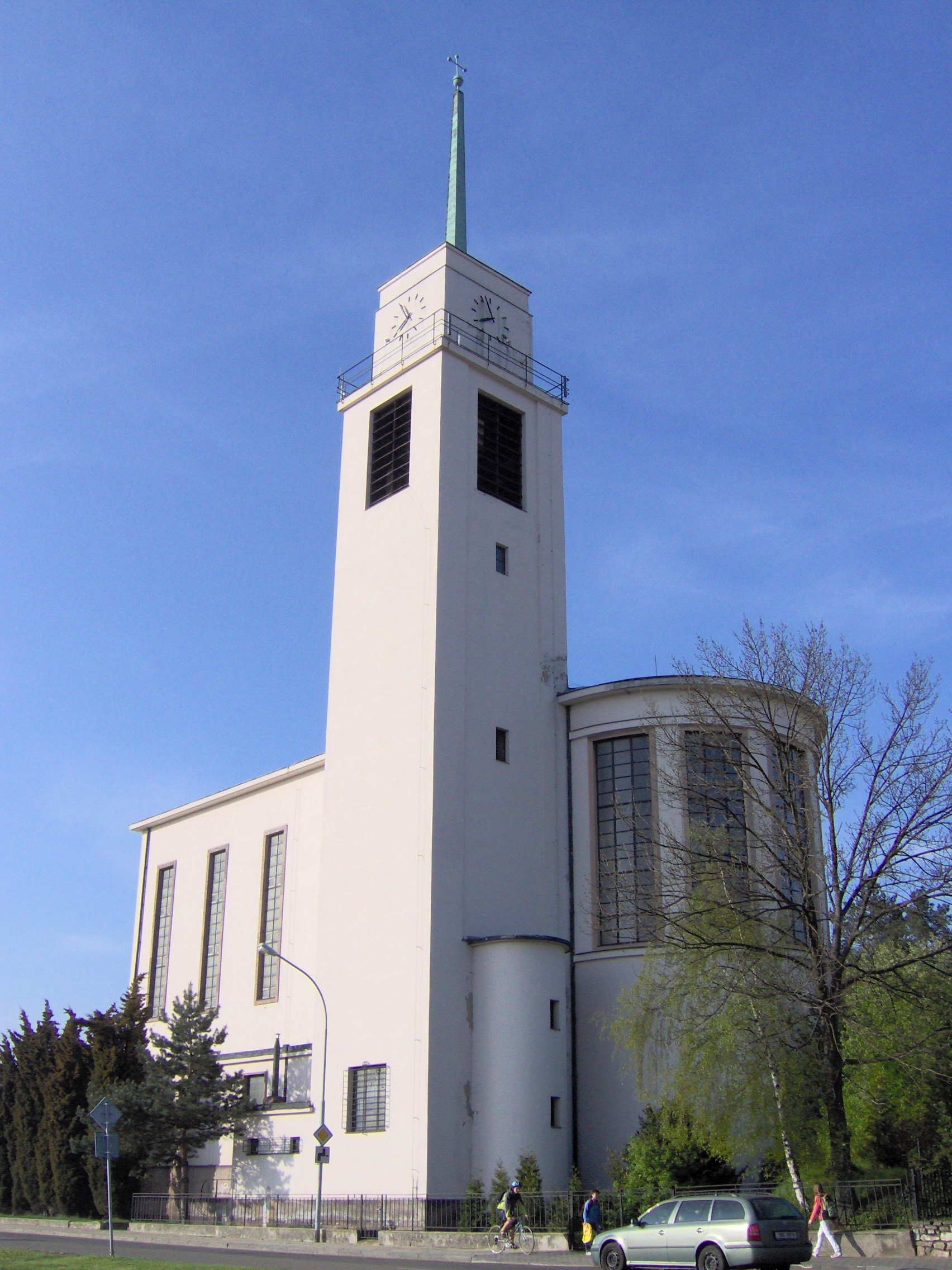
Kirche St. Augustinus in Brünn

Fischers Vater Anton Fischer war ein Baumeister, der in Fryšták und später Holešov eine eigene Firma besaß. Von 1887 bis 1893 studierte Vladimír Fischer an der Tschechischen Technischen Hochschule zu Prag. In den Jahren 1894 bis 1898 erwarb er praktische Erfahrungen bei Emil von Förster, Hermann Helmer und Ferdinand Fellner dem Jüngeren in Wien. Von 1901 bis 1918 arbeitete er im Nationalen Technischen Dienst im Gouverneursbüro in Brünn, Mähren. Er wurde der Oberste Rat und Leiter der Konstruktionsabteilung in der Landesverwaltung in Brünn (1918–1923). 1923 bis 1939 arbeitete er als Professor an der Tschechischen Technischen Universität in Brünn, von 1924 bis 1925 und 1935 bis 1936 war er dort Prorektor für Architektur und Bauwesen und 1931–1932 Rektor der ganzen Schule. Als Konservator für den Bezirk Brünn arbeitete er von 1939 bis 1941.

## Ausgewählte Bauwerke
- 1900–1901: Rathaus Fryšták
- 1900–1906: Wiederaufbau des Schlosses in Prostejov
- 1902–1903: Realgymnasium in Brünn, Antoninska Straße
- 1903–1906: Augustiner Haus Luhačovice
- 1903: Allgemeine und Mittelschule in Tišnov
- 1905–1906: Rathaus in Tišnov
- 1906: Hotel Zu den Heiligen Drei Königen in Prostejov
- 1906–1910: Erzbischöfliche Residenz in Olmütz
- 1907: Allgemeine und Mittelschule in Slavkov u Brna
- 1908: Finanzamt in Olmütz
- 1910: Schwedenhaus in Brünn, Smetanova Straße
- 1910–1911: Schule in Veverská Bítýška
- um 1910: Mietshäuser in Brünn, Merhautova, Štefánikova, Smetanova, Botanicka und Cihlářska
- 1911: Allgemeine und Mittelschule in Holešov
- 1912: Mietshaus J. Stava in Prostějov
- 1913–1915: Cyrill und Methodius Gewerkschaft in Brünn
- 1915: Militärische Kapelle des Heiligsten Herzens Jesu in Königsfeld (1993–1995 in Oslnovice wiederaufgebaut)
- 1920: Brauerei in Brünn, Tschechische Straße
- 1922–1923: Wiederaufbau der Kirche St. Bartholomäus in Brünn-Žebětín
- 1923–1925: St. Johannes Nepomuk Kirche in Brünn-Lískovec
- 1924: Studentenwohnheim in der Märtyrer-Straße in Brünn
- 1924–1930: Neues Rathaus in Ostrau
- 1925–1926: Maschinen- und Technologie-Pavillon der Tschechischen Technischen Universität in Brünn, Veveri Straße
- 1924–1925, 1930: Cyrilek Kloster mit Institut für geistig behinderte Kinder in Brünn, Lerchová Straße
- 1928: Geschäftshaus K. Vagner in Brünn, Tschechische Straße
- 1930–1933: Unfallkrankenhaus in Brünn, Ponávka Straße (mit Karl Hugo Kepka)
- 1930–1935: Kirche St. Augustinus in Brünn, náměstí Míru
- 1931–1934: Onkologische Klinik (Haus des Trostes) Gelber Berg in Brünn (mit Bedřich Rozehnal)
- 1935: Mädchenschule in Brünn, Lerchová Straße